# Mario Conejo
Mario Hernán Conejo Maldonado (Peguche, Otavalo, 25 de junio de 1959) es un dirigente indígena, sociólogo y político ecuatoriano de nacionalidad kichwa. Fue alcalde del municipio de Otavalo.
Mario Conejo, entonces miembro y uno de los fundadores del movimiento Pachakutik, fue elegido en 2000 como el primer alcalde indígena de Otavalo y uno de los primeros en la historia ecuatoriana. Fue reelegido en 2005 y 2009. En 2006 dejó Pachakutik, luego se unió a Alianza PAIS y a los movimientos Minga y Únete. Con Alianza PAIS fue candidato a alcalde en 2014, pero perdió. En 2019 fue otra vez elegido alcalde con el movimiento Únete.
Mario Conejo Maldonado es hermano del poeta Ariruma Kowii y también de Roberto Conejo Maldonado, exdirector del Magap zona 1 Imbabura.